# Black Blood Brothers
Black Blood Brothers (ブラック・ブラッド・ブラザーズ Burakku Buraddo Burazāzu?,  lit. Hermanos de sangre negra), también conocida como BBB (ブ·ブ·ブ BuBuBu?), es una serie de novelas ligeras escritas por Kōhei Azano e ilustradas por Yuuya Kusaka, editada por Fujimi Shobō. En 2006, Studio Live y Group TAC la adaptaron al anime y fue dirigida por Hiroaki Yoshikawa.

## Argumento
Durante la llamada Guerra Santa o Cruzada de Hong Kong entre vampiros y humanos, el sangre antigua, Jiro Mochizuki, peleó al lado de los humanos para derrotar a una raza de vampiros conocidos como los Hijos de Kowloon, ganándose el apodo de «Espada plateada» y «Cazador de Vampiros». Diez años después, se dirige a la Zona Especial, un lugar donde los humanos y los vampiros viven juntos, con su hermano menor, Kotaro Mochizuki, pero éste es raptado por uno de los descendientes del Rey Kowloon, por lo que Jiro tiene que luchar una vez más.

### La Guerra Santa
En 1997, un vampiro que sería conocido como el Rey Kowloon, emergió en Hong Kong y empezó a infectar a la gente creando a los Niños Kowloon, los cuales se convierten al momento en que su sangre es absorbida por un Kowloon, incluso por transfusión sanguínea de ellos. Su creación puso en riesgo la existencia secreta de los vampiros, provocando «la Cruzada de Hong Kong», una batalla entre humanos y vampiros contra los Niños Kowloon. El conflicto terminó cuando el Rey es vencido por Espada plateada, convirtiéndose en un héroe pero perdiendo a su amor por una traición.
Tiempo después de la cruzada, fue creada la Zona Especial, un lugar donde los vampiros y humanos viven juntos, ubicada en el océano a las afueras de Yokohama, Japón. Tras la guerra, se anunció que todos los vampiros habían sido aniquilados y los humanos permanecen ignorantes de su existencia y su estancia en la Zona Especial.

## Personajes

### Principales
Jiro Mochizuki (望月 ジロー Mochizuki Jirō?)
Voz por: Takahiro Sakurai, Dani Albiac (español)
Jiro es un Sangre Antigua que combatió al lado de los humanos durante la Guerra Konwloon. Fue convertido en el siglo XIX en Londres, Inglaterra, cuando era teniente segundo en la Armada Naval Imperial Japonesa por Alice, a quien protegió, compartiendo con ella una extraña línea sanguínea. Suele usar una katana de mango de madera hecha de plata. Durante la guerra, y después de ganarla se le conoció como Espada Plateada y cazador de vampiros, es decir, alguien capaz de asesinar a un miembro de su familia. Es vulnerable al sol y al agua, de hecho tras permanecer un largo rato en el mar queda en los huesos y desprende humo cuando está bajo el sol, por eso siempre carga una sombrilla y usa sombrero. Tiene un hermano pequeño, Kotaro, quien es el único vampiro, aparte de él, que tiene la misma línea sanguínea. Es considerado el guardián de la sangre y debe regresarla al cuerpo renacido de quien lo convirtió. Más tarde, le revela a Mimiko que Kotaro es la reencarnación de la sabia Alice Eve y por lo tanto, algún día le devolverá su sangre y probablemente será succionado y morirá, aunque no está seguro; y en caso de que pasará eso, reafirmaría su amor por Alice y Kotaro.
Kotaro Mochizuki (望月 コタロウ Mochizuki Kotarō?)
Voz por: Omi Minami, Adriadna Jiménez (español)
Kotaro es el hermano menor de Jiro, tiene diez años, aún no muestra poderes de vampiro como los de su hermano, aunque es muy resistente a los golpes propinados por su hermano. Como le comentó a Mimiko, no se parece a su hermano, pues Jiro tiene cabello y ojos color negro, es alto mientras que Kotaro es bajito, de cabello rubio y ojos azules. Aparte de que soporta el agua y la luz del sol. A pesar de no ser realmente hermano de Jiro, este se muestra paternal con Kotaro, pues en realidad, es su enamorada Alice renacida. Aún no posee el poder para transferir la sangre de Alice, la cual actualmente reside en el cuerpo de Jiro y, con la que recobraría sus poderes y su memoria.
Mimiko Katsuragi (葛城 ミミコ Katsuragi Mimiko?)
Voz por: Ryōko Nagata, Carmen Ambros (español)
Es una mediadora humana, que se encarga de las relaciones humanos-vampiros. Es una huérfana acogida por la Orden de Ataúd, donde trabaja. En dos ocasiones es mordida por Jiro para ayudarlo a luchar y defendar a su hermanito, lo cual está prohibido por la Compañía. Es la encargada de conseguirle un lugar a los hermanos. Al final, consigue que se queden, incluso trabajando con ellos. Mimiko y Alice tienen ideas similares, ya que son mujeres fuertes e independientes, quienes tratan de entender la situación de Jiro y mostrarle la forma de ayudarlo sin perjudicar a nadie.
Cassandra Jill Warlock (カサンドラ·ジル·ウォーロック Kasandora Jiru Vōrokku?)
Voz por: Miyuki Sawashiro, Rosa Guillen (español)
Conocida como la «Serpiente Negra». Cassandra es una Sangre Antigua y fue amiga de Jiro y Alice pero los traicionó ocasionando la muerte de Alice. Jiro le pregunta por qué mató a Alice mientras guarda sus cenizas. Su arma es una cadena con una cruz y una katana. Más tarde, es revela que pertenece a la Familia Warlock y es una reencarnación de la Bruja Morgan. Su prestigioso linaje sanguíneo garantiza su gran habilidad. Fue de las primeras contagiadas del Rey Kowloon. Durante una batalla con Jiro, le confiesa que sus mejores momentos fueron al lado de él y Alice.

### Otros
Sei
Voz por: Reiko Takagi, Jordi Navarro (español)
Sei, llamado el «Rey Dragón del Este» o «Ryuuou», aunque con más frecuencia «Ryuu-dono». Él controla la barrera de la Zona Especial de Hong Kong, protegiendo a los Sangre Rojas y Sangre Negras. Sus ojos son el «interruptor» de la barrera, cuando los abre, estas se abren, y cuando los cierra, se bloquea. También implementó las reglas de acceso a los vampiros. Puede crear barreras para recorrer grandes tramos, con apariencia a una especie de portales, mostrándose como un gran dragón dorado. Cuando fue a la Cruzada de Hong Kong, el aparecía como alguien de 20 años aunque actualmente reencarnó en una «forma mas mona», según Jiro. Es una persona seria, igual que su hermana, la reina del Norte.
Zelman Clock (ゼルマン·クロック Zeruman Kurokku?)
Voz por: Jun Fukuyama, Sergio Mesa (español)
Zelman es un Sangre Antigua de 800 años, nacido el 1 de abril en Polonia. Es llamado «ojo-rojo Zelman», aunque posee otros títulos como «cazador oscuro», «sucesor del Dios del fuego», «asesino de ojos rojos» y «el príncipe de ojos color sangre». Es uno de los líderes de las estirpes establecidas en la Zona Especial. Es descendiente sanguíneo del Guerrero Asura. Teniendo su sangre, posee el poder de crear y controlar el fuego, «Ojo ignición». Al único que no puede vencer es a Sei. Zelman tiene un gran carisma y es muy guapo, según Kotaro, pero realmente es alguien sin moral, un sociópata. Sin embargo, a pesar de su odio y emociones fuertes, es alguien que valora, sobre todo, la libertad y la vida según su existencia como vampiro. Él enseñó a Kotaro que un vampiro se centra alrededor de sangre y de sangre solamente. También, antes de su confrontación con Jiro, a pesar de su sentido de la anticipación, Zelman podía ocultarla y guardarla bajo control.
Cain Warlock
Voz por: Hiroki Yasumoto, Mario Gallardo (español)
Cain es un Sangre Antigua que trabaja junto a la compañía dentro de la Zona Especial. Es un vampiro muy fuerte que tiene la capacidad de convertirse en un lobo azul. Lo conocen como un héroe de la Guerra de Kowloon, lo conocen como «el defensor de la familia del brujo», «el caballero de rey Azami», y «Cain, el lobo azul». Tiene el mismo linaje que Cassandra y había servido a la familia Warlock antes de su traición. Era también uno de los guardias de Alice antes de que muriera en manos de Cassandra. Ahora es el criado leal de Sei y jefe del Banco Marina en la Zona Especial. 
Princesa oscura del norte
Es la hermana mayor de Sei y muy respetada por este. Kotaro comentó que Sei y ella no se hablan mucho. La princesa ha vivido por un tiempo muy largo, residiendo en el recinto sagrado con Cuervo, en donde Jiro y Kotaro permanecían previamente. Ella estaba triste verlo ir, así que Kotaro la consoló diciendo que le escribirán cuando lleguen a la zona especial. A pesar de su comportamiento reservado, ella tiene al parecer poca paciencia. 
Cuervo/Kuro
Poco se sabe de este vampiro. Es un experto con la espada y se refiere a Jiro como su pupilo. Es también unos de los guardianes de la Princesa oscura del norte.
Zhang Lei Kao
Voz por: Mugihito, Paco Valls (español)
Zhang Lei Kao, también conocido como el «asesino Zhang de Pire» o «jefe Zhang», era un cazador de vampiros, y ahora es un aliado cercano de Sei. Trabaja para el presidente de la Compañía y también se considera uno de los líderes en la Zona Especial. Mencionó que es una regla escrita que la sangre de la sabia Alicia Eve no se debe tocar por cualquier persona. 
Kelly Wong
Voz por: Mami Kosuge
Kelly es una vampiresa que intenta entrar en la Zona Especial. Ella y un grupo de vampiros intentaron entrar en la Zona Especial con la esperanza de una mejor vida. Sin embargo, es la única del grupo que entra con éxito la Zona Especial, aunque traumatizada profundamente por la pérdida de todos sus amigos y de su hija sustituta. 
Chan
Voz por: Ayumi Tsuji, Carmen Ambros (español)
Una niña vampiro que nació de la sangre de Kelly Wong. Posteriormente fue mordida por un niño de Kowloon y controlada por Johan Tsang. Murió en brazos de Kelly antes de entrar a la Zona Especial. 
Johan Tsang
Voz por: Kyōsei Tsukui, Jesús López (español)
 Seiyū: Doblador:LÓPEZ, JESÚS
Johan es un niño de Kowloon que ocultó su identidad mientras permanecía con Kelly Wong. Más adelante, toma el control de la mayor parte de los miembros del grupo, aspirando su sangre y haciéndolos obedecer su órdenes. Jiro lo mata antes de que él tuviera la ocasión de entrar en la Zona Especial. 
Jinnai Shōgo
Voz por: Ken Narita, Tasio Alonso (español)
Jinnai es el jefe de Mimiko y cabeza de los Mediadores de la Compañía de la Orden del Ataúd. Él informa al presidente de la Compañía y también se considera uno de los líderes en la Zona Especial. Como Zhang, es un aliado cercano de Sei. 
Hibari Kusunogi
Voz por: Mikako Takahashi, Mar Nicolas (español)
Hibari es un joven ayudante de Mimiko. 
Badrick Serihan
Voz por: Hisao Egawa, Ramón Rocabayera (español)
Badrick es el jefe del equipo de supresión de la Compañía de la Orden del Ataúd.
Rinsuke Akai
Voz por: Yasuhiro Takato, Carlos Lladó (español)
Rinsuke es un miembro de la Compañía. Es un amigo de Jiro y le liberó cuando el equipo de supresión lo cogió. Es también la persona que tomó las medidas para la embarcación donde Jiro y Kotaro viajaban al principio de la serie. 
Yafuri Chao
Voz por: Motoko Kumai, Carmen Calvell (español)
Yafuri es un descendiente directo del rey de Kowloon y de Cassandra, siendo su «hermano menor». Es extremadamente impetuoso y ama luchar. A pesar de su aspecto adolescente, está especializado en el manejo de la espada, artes marciales, y energía vampírica. Tiende a actuar principalmente por sus propias ambiciones, aparte de sus órdenes. Sus ambiciones consisten principalmente en desafiar a enemigos fuertes, con la seguridad que él ganará siempre. Es fácil hacerle enojar, especialmente si siente que lo están subestimando. Presenta celos hacia Jiro, aunque lo niegue airadamente. 
Sayuka Shiramine
Voz por: Kumi Sakuma, Esperanza Doménech (español)
Sayuka es la ayudante personal de Zelman. Es una humana que desea que Zelman se alimente de ella.
Zaza
Voz por: Kousuke Toriumi, J. Ignacio Latorre (español)
Zaza, también conocido como Walkerman o Manwalker, es un humano que puede poseer el cuerpo de otros. Es el hermano de Cassandra, la cual le invitó a la Zona Especial. 
Presidente de OCC
Es el hombre que dirige la Compañía de la Orden del Ataúd. Rechazó salir de la Zona Especial cuando estaba bajo ataque.

### Fuente de sangre
Alice Eve (アリス·イヴ Arisu Ivu?)
Voz por: Omi Minami, Ariadna Jimenez (español)
Alice es una Fuente de Sangre antigua, proveniente de un linaje muy poderoso. La consideraban la madre de la oscuridad y la fundadora de su linaje. También es conocido como la «Sabia Eve». Durante el siglo XIX, ella se enamoró de Jiro y lo convirtió en vampiro después de quedar al borde de la muerte por protegerla. Murió en manos de su mejor amiga, Cassandra, durante la Guerra de Kowloon, para luego más tarde, renacer en el pequeño Kotaro. 
Adam Wong (アダム·王 Adamu Won?)
Adam, más conocido como el Rey de Kowloon, y padre de los niños de Kowloon, es la fuente del linaje más joven. Es responsable del choque de Kowloon y de la cruzada de Hong Kong. Durante la cruzada, al inmortal lo derrotó Jiro Mochizuki, pero probablemente, sus cenizas se sellan en el Undécimo Patio y son altamente solicitadas por sus niños.

## Términos
Sangre Antigua
Vampiros de 100 años o más, son más poderosos que los vampiros normales. 
Sangre Negra
Son los vampiros. Los vampiros de la serie tienen una gran variedad de fuerzas y de debilidades que varían de vampiro a vampiro. Las fuerzas comunes incluyen el «Ojo asaltador», fuerza extrema y capacidad de sanar heridas graves. Jiro es el único vampiro que puede ser dañado por la luz del sol y el agua corriente, pero la Compañía de la Orden del Ataúd tiene unas celdas con cruces y ajo, que son debilidades comunes de los vampiros. Todos los vampiros, sin embargo, son vulnerables a la plata (razón por la cual la katana de Jiro es de ese material). Solamente los vampiros de gran alcance, como Jiro y Cassandra, pueden sobrevivir a un ataque como balas de plata. 
Sangre Roja
Son los seres humanos.
Zona Especial
Una ciudad que es protegida por una barrera que evita que los vampiros entren, a menos que estén invitados. Los seres humanos y vampiros más débiles son inconsciente de la barrera. Los líderes de la ciudad son un grupo de vampiros y seres humanos. Ambas razas, coexisten dentro de la ciudad. El hecho de que en la zona existan vampiros es un secreto del resto del mundo. La Zona Especial fue construida para ser la sucesor de la ciudad de Hong Kong. 
Los vampiros necesita cumplir ciertos requisitos, si desean entrar en la Zona Especial, los cuales son los siguientes:
1. Debe ser un humano quien lo invite.
2. El humano debe saber que es un vampiro a quien está invitando.
3. El humano debe saber que es un buen lugar para que viva un vampiro.

## Contenido de la obra

### Novela ligera
Black Blood Brothers se inició como una novela ligera escrita por Kouhei Azano e ilustrada por Yuuya Kusaka. Fue publicada por Fujimi Shobō, desde el 16 de julio de 2004 al 20 de mayo de 2009, recopilándose en 11 volúmenes, más seis que contiene historias cortas.

### Anime
Black Blood Brothers fue adaptada al anime por Group TAC y Studio Live. Dirigida por Hiroaki Yoshikawa, su transmisión original fue por los canales KIDS STATION y Tokyo MX TV, del 8 de septiembre al 24 de noviembre de 2006. Consta de 12 episodios. La serie ha sido también emitida en Estados Unidos, por el canal FUNimation Channel, en España, por el canal Buzz (televisión) y en Filipinas por el canal TV5.

#### Episodios
- Episodio 01 ~ Hermanos de Sangre Negra
- Episodio 02 ~ Mediadora
- Episodio 03 ~ Niños Kowloon
- Episodio 04 ~ Sangre Antigua
- Episodio 05 ~ Zona Especial
- Episodio 06 ~ Aquelerre
- Episodio 07 ~ Espada Plateada
- Episodio 08 ~ Guardián
- Episodio 09 ~ Undécimo patio
- Episodio 10 ~ Compañía de la Orden del Ataúd
- Episodio 11 ~ Mar
- Episodio 12 ~ Sacrificaré toda mi sangre por el bien de la vida eterna de mi linaje

#### Banda sonora
- Secuencia de apertura:

"Ashita no Kioku"
Interpretación: Naozumi Takahashi
- Cierre:

"'Shinkirou"
Interpretación: LOVEHOLIC